# テフノパルク駅
- テクノパーク駅

テフノパルク駅（ウズベク語: Texnopark bekati）はウズベキスタンのタシュケントヤシュナバード地区にある、タシュケント地下鉄環状線の駅。

## 沿革
駅の建設は2017年10月1日に駅の建設が開始され、2020年2月3日に完了した。同年8月30日に開業。
2023年8月まで正式な駅名が無く、暫定で1駅（ウズベク語: 1-Bekat）やドゥストリク2（ウズベク語: Doʻstlik-2）と呼ばれていたが、チランザール線の「1駅」（後のチョシュテパ駅）が開業したときに現在の駅名に確定した。

## 駅構造

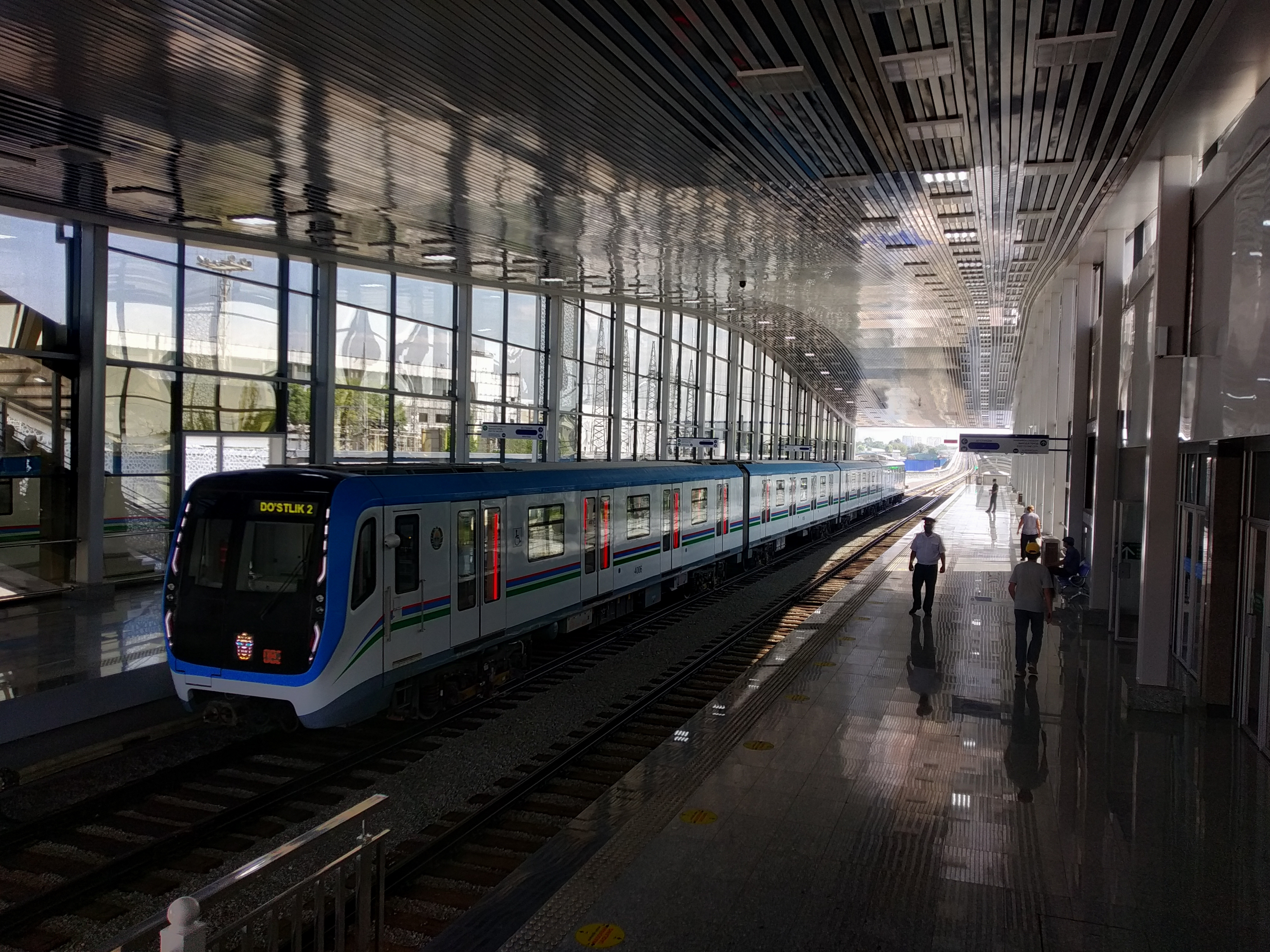
プラットホーム

相対式ホーム2面2線を有する地上駅。渡り線は引き上げ線側にあるため、ホームで直接キプチョク方面に折り返すことは不可能であり、テフノパルク駅に到着した列車は全て回送電車として引き上げ線へ入線して折り返しを行う。ホーム間の移動は、引き上げ線方にある跨線橋で連絡している。
ホームから出口及びウズベキスタン線ドゥストリク駅へ連絡する階段は乗車専用ホーム（キプチョク方面）の引き上げ線方にあり、降車専用ホームからは前述の跨線橋を経由する必要がある。
各階の移動は階段の他にエレベーター完備。

## 駅周辺
- エルベク通り
- アリムケント通り
- テクノパーク（テフノパルク）
- ドゥストリク遊園地

## 隣の駅
タシュケント地下鉄
 環状線
テフノパルク駅 - ヤシュナバード駅